# عبدالله کیتا (بازیکن فوتبال، زاده ۱۹۹۰)
عبدالله کیتا (انگلیسی: Abdoulaye Keita؛ زادهٔ ۱۶ اوت ۱۹۹۰) بازیکن فوتبال اهل فرانسه است.
از باشگاه‌هایی که در آن بازی کرده‌است می‌توان به باشگاه فوتبال بوردو اشاره کرد.
وی همچنین در تیم‌های ملی فوتبال زیر ۱۷ سال فرانسه و زیر ۱۹ سال فرانسه بازی کرده‌است.